# Robčice (Kozojedy)
Robčice jsou vesnice, část obce Kozojedy ve východní části okresu Plzeň-sever v Plzeňském kraji. Leží šest kilometrů jižně od Kralovic. Katastrální území měří 278,65 ha. Ves je součástí Mikroregionu Dolní Střela.

## Historie
První písemná zmínka o vesnici pochází z roku 1379.

## Přírodní poměry
Robčice leží v přírodním parku Horní Berounka nad údolím Berounky, která ves obtéká ze tří stran. Ves sousedí na západě s Břízskem.

## Obyvatelstvo
| Rok            | 1869 | 1880 | 1890 | 1900 | 1910 | 1921 | 1930 | 1950 | 1961 | 1970 | 1980 | 1991 | 2001 | 2011 | 2021 |
| -------------- | ---- | ---- | ---- | ---- | ---- | ---- | ---- | ---- | ---- | ---- | ---- | ---- | ---- | ---- | ---- |
| Počet obyvatel | 102  | 95   | 95   | 95   | 92   | 89   | 71   | 48   | 36   | 31   | 22   | 22   | 21   | 19   | 15   |
| Počet domů     | 16   | 16   | 16   | 16   | 15   | 16   | 15   | 15   | 15   | 13   | 10   | 17   | 17   | 11   | 18   |

## Obecní správa
Při sčítání lidu v letech 1869–1910 Robčice byly osadou obce Břízsko v okrese Kralovice. V letech 1921–1950 byly samostatnou obcí, se kterým patřily nejprve do okresu Kralovice, ale v roce 1950 v okrese Plasy. V letech 1961–1985 byly opět částí obce Břízsko v okrese Plzeň-sever. Od 1. ledna 1986 jsou částí obce Kozojedy v okrese Plzeň-sever.

## Pamětihodnosti
- Zvonice
- Boží muka